# Aristolochia baracoensis
Aristolochia baracoensis là một loài thực vật có hoa trong họ Aristolochiaceae. Loài này được R.Rankin mô tả khoa học đầu tiên năm 1989.